# Čisté Budějovice
Hnutí Čisté Budějovice (zkratka ČiB) bylo liberální politické hnutí založené v roce 2018, nyní působící jako z.s., jehož zakladatelé od roku 2018 působí v českobudějovické komunální politice.
Ve volbách 2018 kandidovalo v koalici s hnutím Starostové a nezávislí a získalo 2 ze 3 zastupitelů za tuto koalici. Zastupiteli se stali podnikatel a předseda hnutí Jan Mádl a architekt Jan Klein. Koalice obou hnutí se stala součástí radniční koalice v letech 2018-2022. Náměstkem primátora za společnou koalici se stal Viktor Vojtko z hnutí STAN. Jan Mádl se stal předsedou Dopravní komise zastupitelstva.
Mezi nejviditelnější úspěchy patří oživení někdejších Žižkových kasáren, na němž se Jan Mádl podílel a poskytoval mu politickou záštitu. V objektu se rozvíjí kulturní a kreativní centrum, konají se zde trhy, během migrační krize během války na Ukrajině sloužily také jako sklad materiálních potřeb. Z dalších kroků, které se v daném volebním období podařilo v zastupitelstvu a radě města prosadit, hnutí podporuje například participativní rozpočet nebo omezení automobilové dopravy v historickém centru.
V parlamentních volbách na podzim 2021 hnutí podporovalo koalici Piráti a Starostové, Jan Mádl kandidoval v Jihočeském kraji z předposledního místa za hnutí STAN.
V roce 2022 byly Čisté Budějovice vymazány z rejstříku politických stran a hnutí z důvodu přeměny na spolek s názvem Čisté Budějovice z.s.

## Volební výsledek
| Volby | Hlasy   | Hlasy | Mandáty | Mandáty | Pozice | Postavení |
| Volby | Abs.    | %     | Abs.    | ±       | Pozice | Postavení |
| ----- | ------- | ----- | ------- | ------- | ------ | --------- |
| 2018  | se STAN | 6.5   | 2/45    | ▲2      | ▲6.    | Koalice   |